# ババコム・リー
| 専門評論家によるレビュー | 専門評論家によるレビュー |
| レビュー・スコア         | レビュー・スコア         |
| 出典                     | 評価                     |
| ------------------------ | ------------------------ |
| オールミュージック       | [ 1 ]                    |

『ババコム・リー』 ("Babbacombe" Lee)は英国のフォーク・ロック・グループ、フェアポート・コンヴェンションの7枚目のアルバム。殺人で告発され、死刑が宣告されたが絞首台の不具合で3回の絞首刑から生き延びたビクトリア朝のジョン・ババコム・リーの人生の物語を告げるものとして1971年にリリースされた。前作『エンジェル・ディライト』の商業的成功とチャート実績の後で残念な売り上げとなったが、批評家からは称賛され、音楽史上で最初の「 フォーク・ロック・オペラ」としての地位を占めてる。

## コンセプト
このアルバムはジョン・ババコム・リーの人生物語をたどったコンセプト・アルバムである。彼の人生の出来事は、少年時代から殺人、死刑判決、そして刑執行の失敗に対する有罪判決までが歌で説明されている。歌は少年時代の貧困、王立海軍で過ごした時間、そして傷病除隊となる過程が述べられている。アルバムでは除隊後のリーがキーズ嬢の世話と言う仕事に就いたかが説明さる。リーがキーズ嬢に仕えている間に彼女は殺害され、リーは告発され、裁判にかけられ、有罪判決を受け、死刑を宣告された。しかし、絞首刑を執行しようとしたときに絞首台は3回誤作動し、その結果彼は釈放された。これらのイベントはすべて歌で語られ、一曲を覗いてすべてオリジナル曲である。
ディヴ・スウォーブリックは古道具で古い新聞の切り抜きのファイルを発見した後、アルバムを考案したと説明している。このファイルにはジョン・リー自身の新聞記事のコピーが含まれており、彼によってまとめられたと1908年1月30日付の署名が付されていた。
『ババコム・リー』はほとんど完全な物語構造からロック・オペラと呼ばれ、バンドの音楽スタイルから特に最初のフォーク・ロック・オペラと位置付けられている。

## トラックリスト
フェアポートコンベンションによって書かれた曲

オリジナルのアルバムは、個別のトラックとしてではなく、エピソード的にトラックをリストし、物語の構造を反映している。
| #  | タイトル | 作詞 | 作曲・編曲 | 時間  |
| -- | --- | ---- | ---------- | ----- |
| 1. | 「彼の少年時代に対するジョンの反省、キーズ嬢とザ・グレンの紹介、彼の落ち着きのなさ、そして海軍に参加するために最終的に成功した彼の家族との闘争」                                                                         |      |            | 6:19  |
| 2. | 「これは彼の人生で最も幸せな時期でした。病気に襲われ、人生で選んだニッチから無効になるまで、すべてのロックされたキャリアは公正でした。しぶしぶと不幸にも彼は多くの卑劣な職業に戻り、ついにキーズ嬢のお世話に戻りました」 |      |            | 10:12 |
| 3. | 「悲劇は今、激しく打たれている。世界の想像力は、彼の親切な愛人を殺した明らかな犯罪者の残忍な無意味さによって捕らえられている」                                                                                           |      |            | 3:57  |

| #  | タイトル | 作詞 | 作曲・編曲 | 時間  |
| -- | --- | ---- | ---------- | ----- |
| 1. | 「ジョンは自分の裁判で戸惑ったオブザーバー以上の存在ではなかった。数言以上話すことは許されなかった。運命の潮流は彼を非難された房に洗い流し、そこで彼は地球での最後の夜を悲しい3週間待つ」 |      |            | 7:32  |
| 2. | 「来るとき、彼は眠ることができませんが、眠るとき、奇妙で予言的な夢が彼に来て、足場とその乗組員が彼の命を奪うために3回無駄にしようとする彼が翌日の試練の緊張に耐えるのを助けます」         |      |            | 13:20 |

 5つのセクションのそれぞれは、元のアルバムに個別にリストされていないいくつかの歌と歌の断片で構成されている。

### CD化でのリスト（2004年）
アルバムのその後のリリースでは次のようにアルバムの元の5部構成を放棄し、曲を作詞作曲クレジットを備えた個別のトラックとしてリストしている。
1. 「評決」（朗読：フィリップ・スターリング・ウォール） – 0:28
2. 「小さな思いでした」（デイヴ・スウォーブリック） – 2:19
3. 「16歳でした（パート1）」（サイモン・ニコル、デイヴ・ペグ） – 1:29
4. 「わが子ジョン」（ニコル、ペグ） – 0:44
5. 「16歳でした（パート2）」（ニコル、ペグ） – 1:17
6. 「セントニニアンの島」（ロナルドクーパー）/トランペットホーンパイプ（トラディショナル、スウォーブリック編曲） – 1:14
7. 「セーラーのアルファベット」（トラディショナル、A.L.ロイド編曲） – 5:50
8. 「ジョン・リー」（スウォーブリック） – 3:04
9. 「新聞の読み物（朗読：A.L.ロイド） – 0:46
10. 「メイフェアでの朝食」（ニコル） – 3:09
11. 「裁判の歌」（スウォーブリック、ペグ） – 3:55
12. 「監房の歌」（スウォーブリック） – 3:35
13. 「時間は近い」（ペグ） – 2:31
14. 「夢の歌」（スウォーブリック、ペグ） – 5:24
15. 「起きろジョン（絞首刑の歌）」（スウォーブリック、ペグ） – 5:25

2004年以降のいくつかのCDリリースには、さらに2つのボーナストラックが収録されている。
1. 「貧しい男の息子への別れ」（スウォーブリック）　– 4:55
2. 「メイフェアでの朝食」（ニコル）フォーク・ロック・オペラ3:59

これらのトラックは、メルビン・ブラッグがナレーションを務めたジョン・リーに関するBBC 2ドキュメンタリーのために1974年後半に録音された。この番組はBBC 2 2nd Houseシリーズで1975年2月1日に「吊るせなかった男 – ジョン・リー」として放映された。
パーソネル：デイヴ・スウォーブリック、デイヴ・ペグ、デイヴ・マタックス、ジェリー・ドナヒュー、サイモン・ニコル（この時点では彼はバンドにいないが、ニコルはこの一回限りのプロジェクトのために短い復帰を行った）、そして一曲のために戻ってきたデニー。

### 2011年 ババコム・リー・ライブ・アゲイン
2011年、オリジナルアルバムの40周年を祝うために、フェアポートはウィンターツアーと8月のクロプレディフェスティバルの両方でババコム・リーを披露した。このパフォーマンスは2012年にCDおよびデジタルダウンロードとしてリリースされた。
パーソネル：サイモン・ニコル、デイヴ・ペグ、リック・サンダース、クリス・レスリー、ジェリー・コンウェイ。

## パーソネル
- サイモン・ニコル – ボーカル、ギター、ダルシマー（12）
- デイヴ・マタック – ドラム、エレクトリックピアノ（12）、ハーモニウム（6,7）
- デイヴ・スウォーブリック – ボーカル、フィドル、マンドリン
- デイヴ・ペグ – ボーカル、ベース、マンドリン

16と17（サイモン・ニコルは除く）：
- トレバー・ルーカス - リズムギター
- ジェリー・ドナヒュー - リードギター
- サンディ・デニー – 「メイフェアでの朝食」のボーカル